# Roland Duss
Roland Duss (* 23. Juni 1901 in Urbach; † 22. August 1977 in Luzern) war ein Schweizer Bildhauer. Sein Werk umfasst Skulpturen, Brunnenplastik und Porträts.

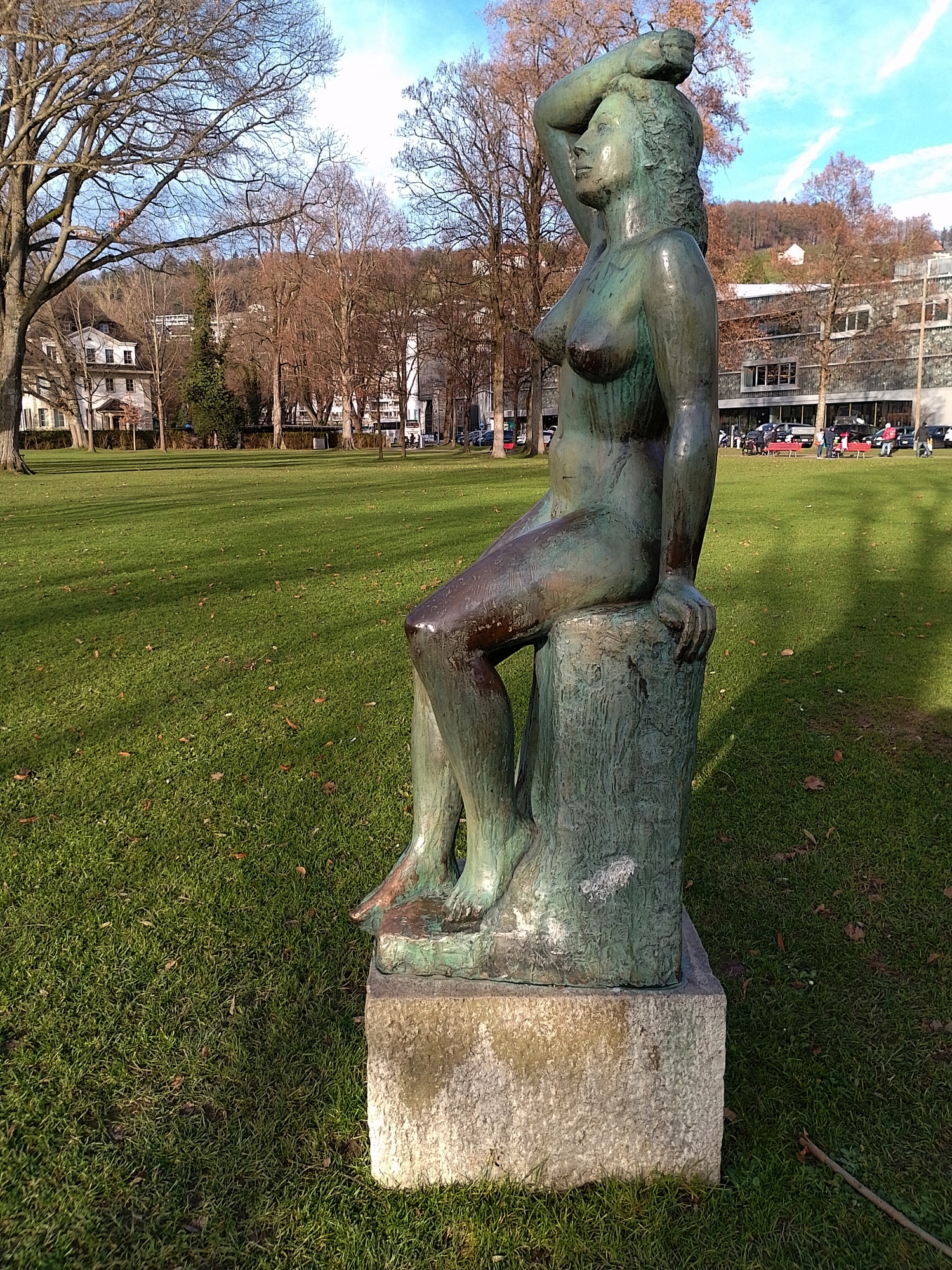
Skulptur «Die Schauende» General Guisan-Quai in Luzern.

## Leben und Werk
Roland Duss kehrte 1920 mit seinen Eltern in deren angestammte Heimat Entlebuch zurück, wo er verschiedene Handwerke erlernte. Ab 1924 arbeitete er als Dreher in Emmenbrücke und besuchte berufsbegleitende Abendkurse an der Kunstgewerbeschule Luzern. 
1927 gab Duss seinen Broterwerb zu Gunsten einer Künstlerlaufbahn auf und besuchte von 1928 bis 1931 die Akademie der Bildenden Künste München. 1931 heiratete er Jetta, geborene Peter, und besuchte für ein Jahr die Académie Julian in Paris.
Von 1932 bis 1935 war er als Bildhauer in Luzern tätig und übersiedelte anschliessend nach Paris. Als der Zweite Weltkrieg ausbrach, musste er wie viele seiner Schweizer Künstlerkollegen Paris verlassen und zog wieder nach Luzern.
Duss war Mitglied der Sektion Luzern der GSMBA und stellte seine Werke in Gruppenausstellungen aus. 1937, 1938 und 1941 erhielt er jeweils ein Eidgenössisches Kunststipendium. 
Als der Luzerner Politiker Paul Kopp das Luzerner Stadtbild künstlerisch aufwerten wollte, schenkte der Kunstsammler Alfred Ganz der Stadt Luzern die von Roland Duss geschaffene Skulptur Die Schauende, die von 1956 bis 1962 auf dem Bahnhofplatz zu sehen war. Seit der Umgestaltung des Platzes steht die Skulptur auf die Bühlmatte beim General Guisan-Quai in Luzern.
Zu Ehren von Carl Spitteler erhielt Duss den Wettbewerbs-Auftrag für die Skulptur Die Liegende die seit 1940 am Carl-Spitteler-Quai aufgestellt ist.

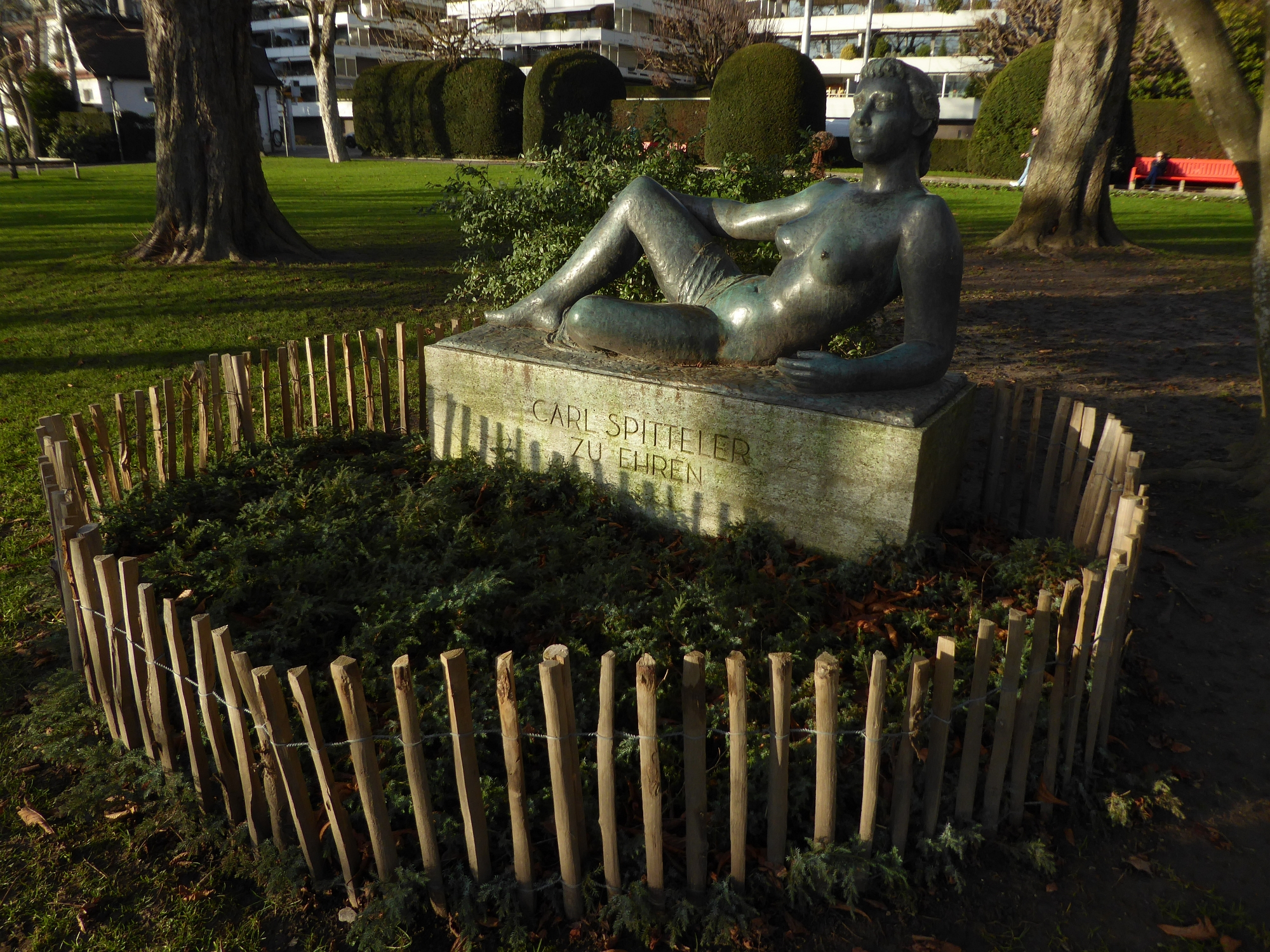
Skulptur «Die Liegende» Carl-Spitteler-Quai in Luzern.

Roland Duss erhielt 1968 den Kunst- und Kulturpreis der Stadt Luzern.